# ما نینگ (داور)
ما نینگ یک داور فوتبال اهل چین است. او از سال ۲۰۱۱ از داوران بین‌المللی فیفا به‌شمار می‌رود. ما نینگ همچنین توسط کنفدراسیون فوتبال آسیا برای داوری دیدار نخست فینال لیگ قهرمانان آسیا ۲۰۱۸ انتخاب شد.